# Анюйский (национальный парк)
Аню́йский национа́льный парк — национальный парк в Нанайском районе Хабаровского края России. Расположен на правом берегу реки Амур, в нижнем течении реки Анюй, и занимает участок гор Сихотэ-Алинь, наименее изменённый деятельностью человека.
Площадь территории парка — 429,37 тыс. га. Растительность на территории парка представлена широколиственными лесами и темнохвойной тайгой (преимущественно корейский кедр). На территории национального парка широко распространены гималайский и бурый медведи, кабаны, изюбри, рыбный филин, утка мандаринка, амурский полоз, хвостоносец Маака. Нередки здесь переливница Шренка, крупнейшие бабочки России: брамея дальневосточная, японская дубовая павлиноглазка, рыжая японская павлиноглазка. С севера и запада территория парка ограничена автодорогой Р454 (Хабаровск — Комсомольск-на-Амуре/Лидога — Ванино).
Национальный парк образован 15 декабря 2007 года. Управляющая организация — Федеральное государственное учреждение «Национальный парк „Анюйский“» — создана 13 марта 2009 года. Управление парком находится в селе Троицкое Нанайского района Хабаровского края.
На территории парка имеется единственный населённый пункт — село Верхняя Манома.

## Скалы Надге (Анюйские Столбы)
Владимир Клавдиевич Арсеньев оставил такое описание скал в своей книге В горах Сихотэ-Алиня:

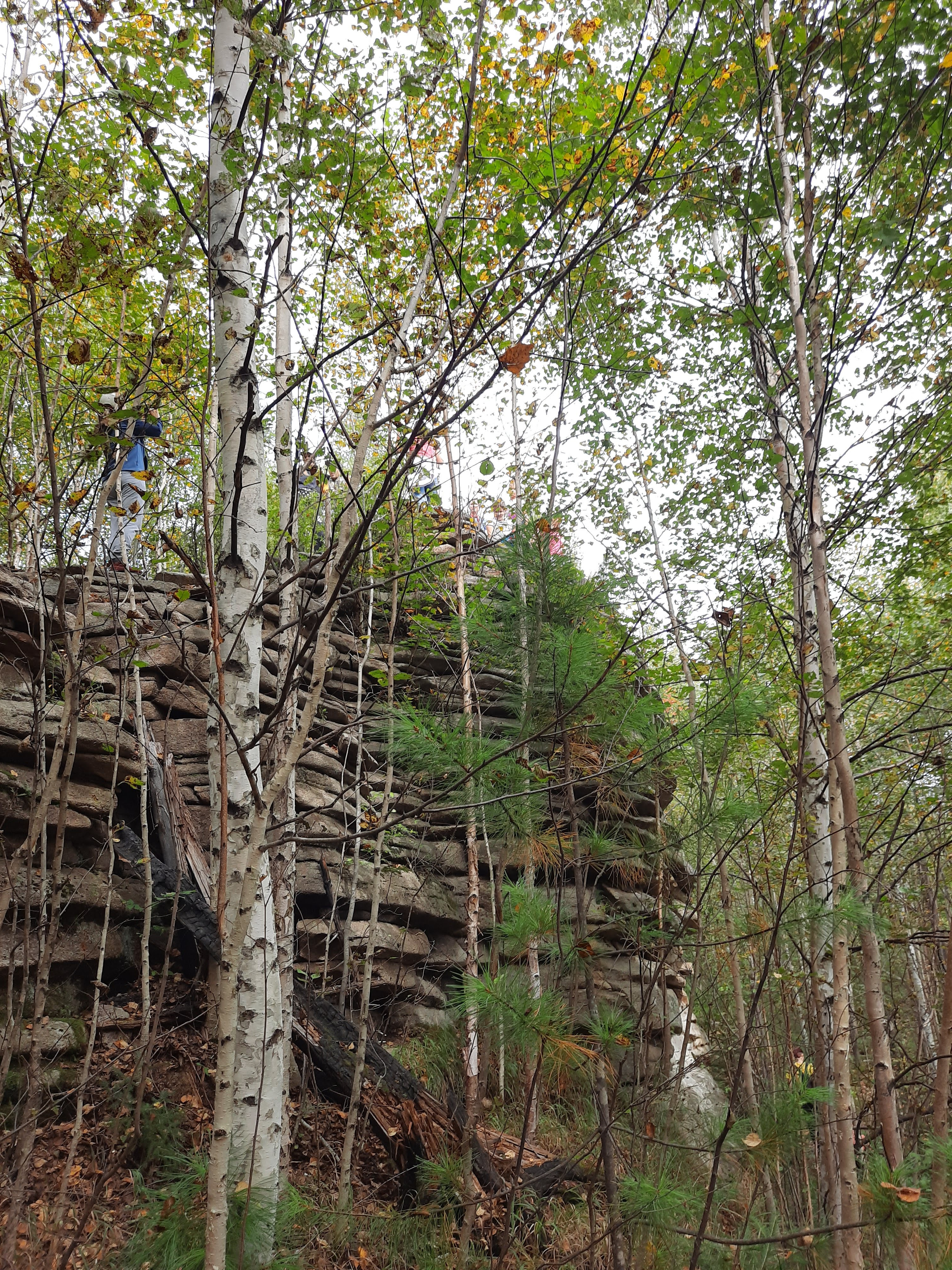
Анюйские столбы. Скалы Надге.

Эта часть Анюя очень живописна. Горные хребты, окаймляющие долину, увенчаны причудливыми скалами, издали похожими на руины древних замков с башнями и бойницами. Местные жители называют их шаманскими камнями и говорят, что в давние времена здесь жили крылатые люди.

##### Фотоматериалы

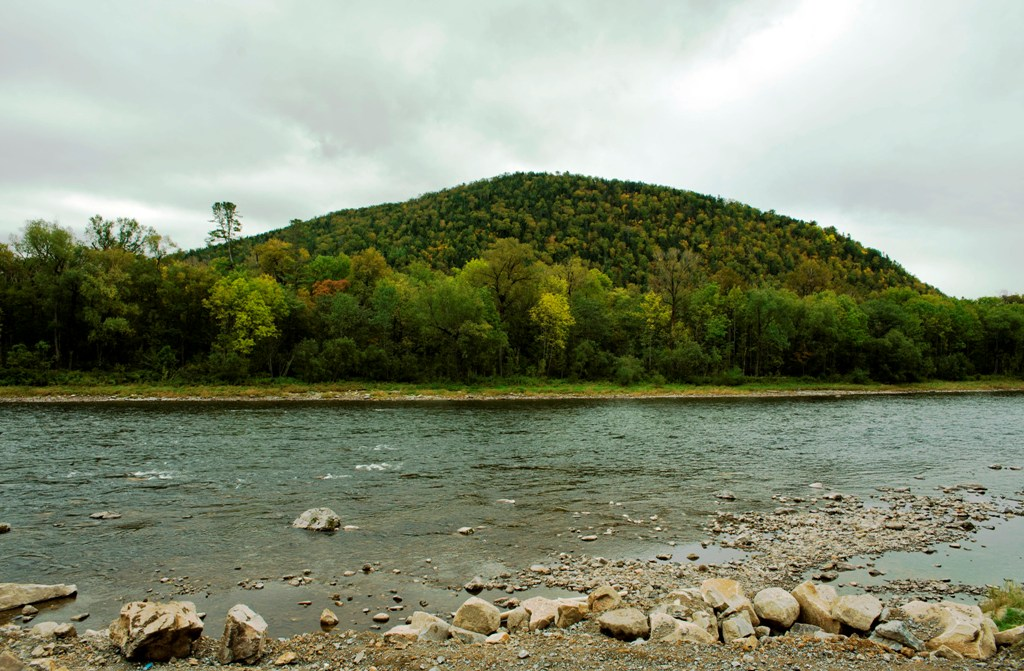
Нижнее течение Анюя с обочины дороги Р454, участок Лидога — Ванино
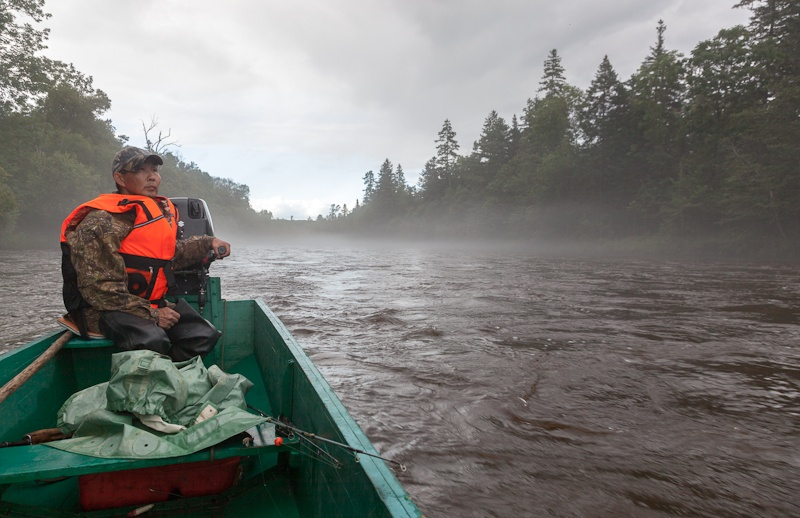
Егерь нацпарка за рулём лодки
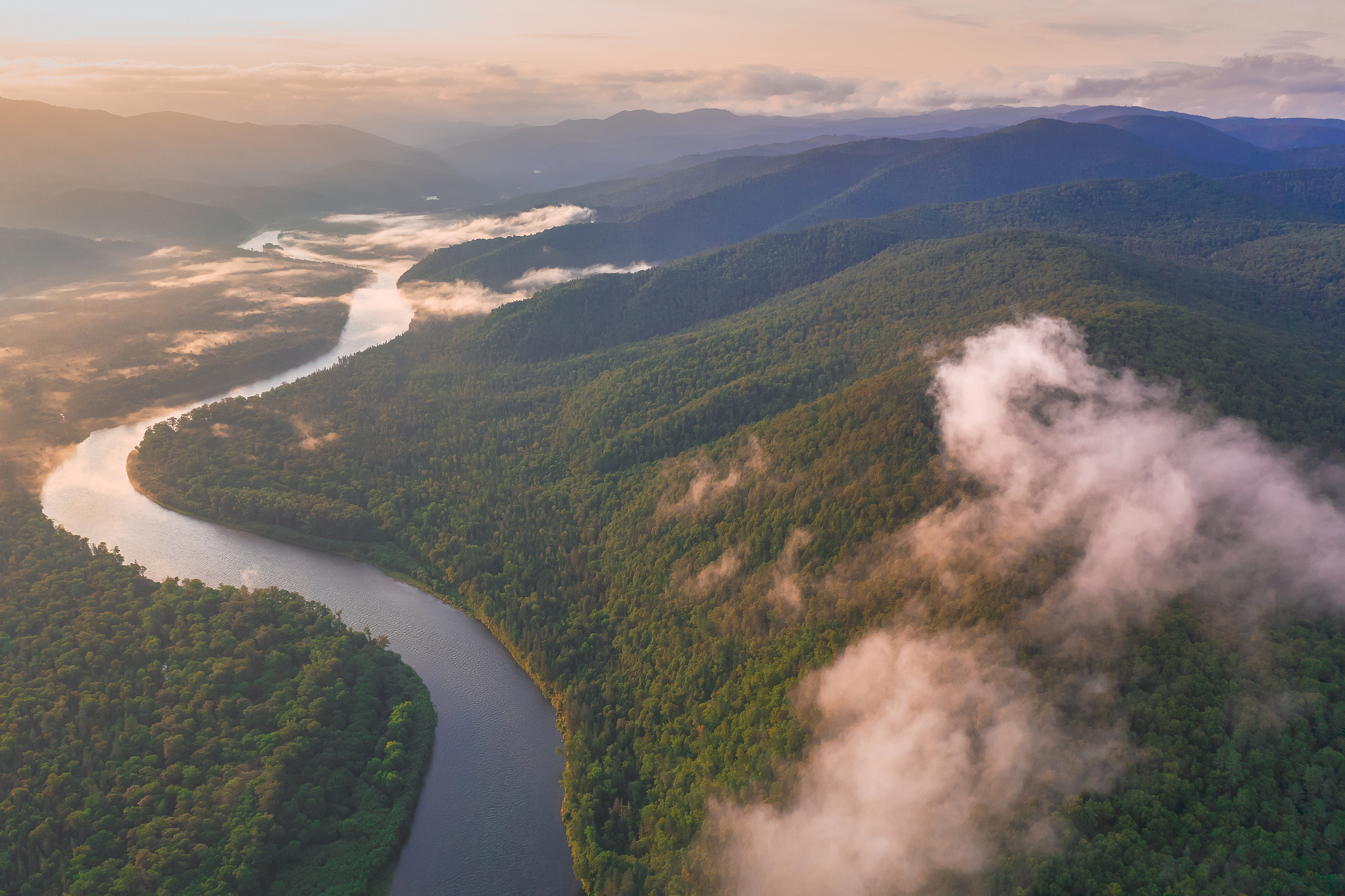
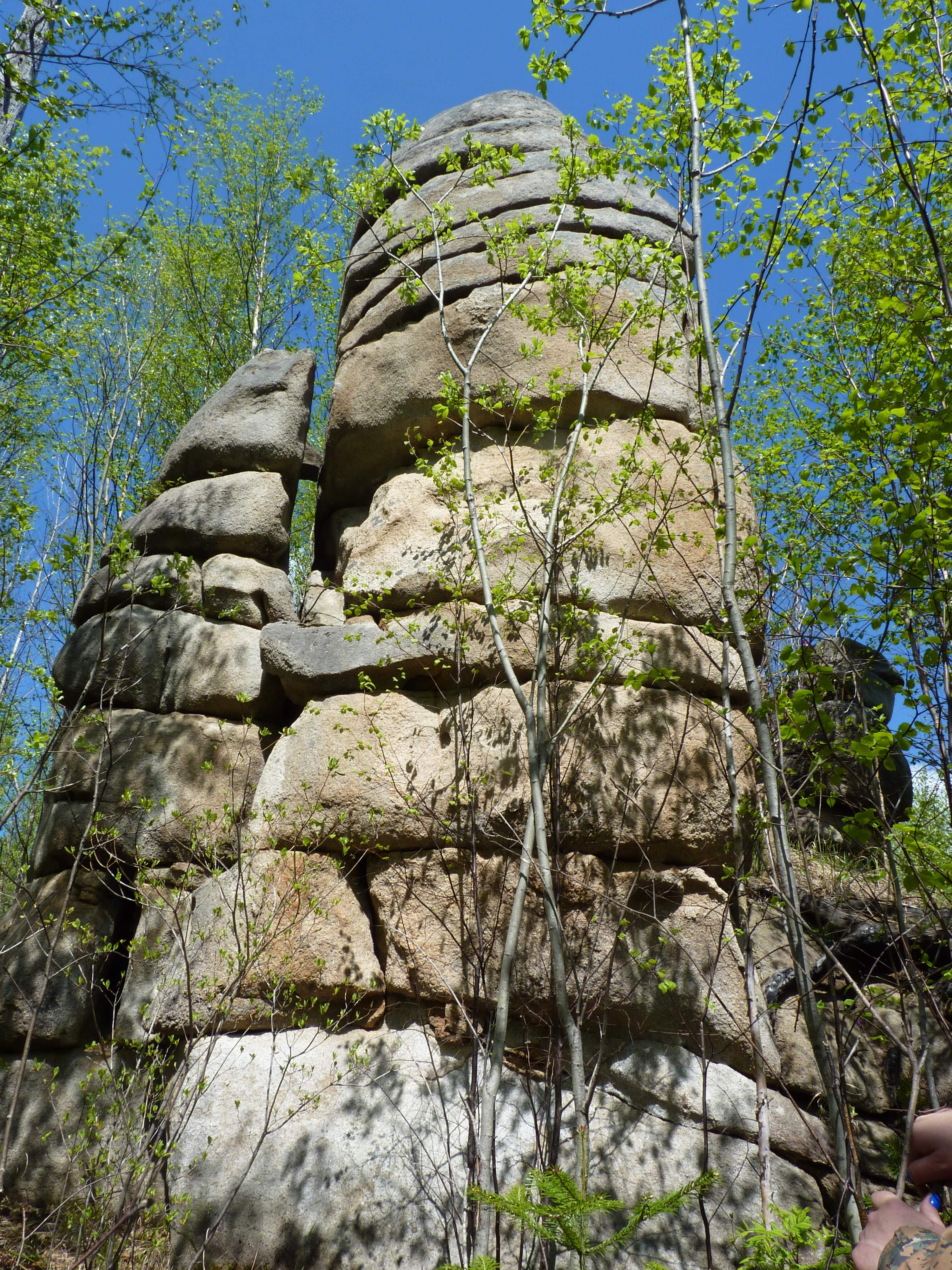
Один из Анюйских столбов